# Kalkzwenkgras
Kalkzwenkgras (Festuca pallens, synoniem: Festuca ovina subsp. glauca) is een vaste plant, die behoort tot de grassenfamilie (Poaceae). De soort komt voor in Midden-Europa. Kalkzwenkgras staat op de Nederlandse Rode lijst van planten als niet meer aanwezig. Het aantal chromosomen 2n = 14 of 28.
De polvormende plant wordt 20-50 cm hoog met rechtopstaande stengels en stijf ingerolde bladeren. De 0,9-1,2 mm brede bladeren van de vegetatieve spruiten zijn sterk berijpt en behaard met 0,6-0,8 mm lange haren. De bladeren hebben negen tot elf vaatbundels. Aan de bovenkant van het blad zitten vier tot zes ribben.
Kalkzwenkgras bloeit van mei tot in juli met een rechtopstaande pluim. De 5 mm lange aartjes hebben vier of vijf bloemen. Het bovenste kroonkafje is 5 mm lang. Het onderste, 5 mm lange kroonkafje heeft een 2-2,5 mm lange kafnaald. Het bovenste kelkkafje is 5 mm lang en het onderste 3 mm. De vuilviolette helmknoppen zijn 2-3,5 mm lang.
De vrucht is een graanvrucht.

## Ecologie en verspreiding
Kalkzwenkgras werd pas tachtig jaar nadat ze verzameld werd herkend, aan de hand van herbariummateriaal. De soort is in Nederland slechts bekend van twee groeiplaatsen in het Maasdal in het zuidwesten van Zuid-Limburg. Deze vindplaatsen sluiten aan bij het areaal in het Maasdal in België, waar de soort al veel langer bekend is. Kalkzwenkgras is een specialist van schaars begroeide, warme kalksteenhellingen, wat haar zeldzaamheid in Nederland verklaart. Behalve in het Maasdal in België en Frankrijk is kalkzwenkgras bekend uit Midden-Europa. Gezien de lastige herkenbaarheid in het veld is het niet geheel uitgesloten dat ze nog steeds in Nederland groeit. Kalkzwenkgras is een vrij fors, sterk blauwgroen-berijpt schapengras met overhangende bloeiwijzen met bladeren die dikker kunnen zijn dan 1 mm en aartjes die duidelijk zijn genaald. De doorsnede van het blad wijkt sterk af van de overige schapengrassen in Nederland, met negen tot elf vaatbundels, vier tot zes groeven, relatief lange haren en een dikke, doorlopende sclerenchymbundel.

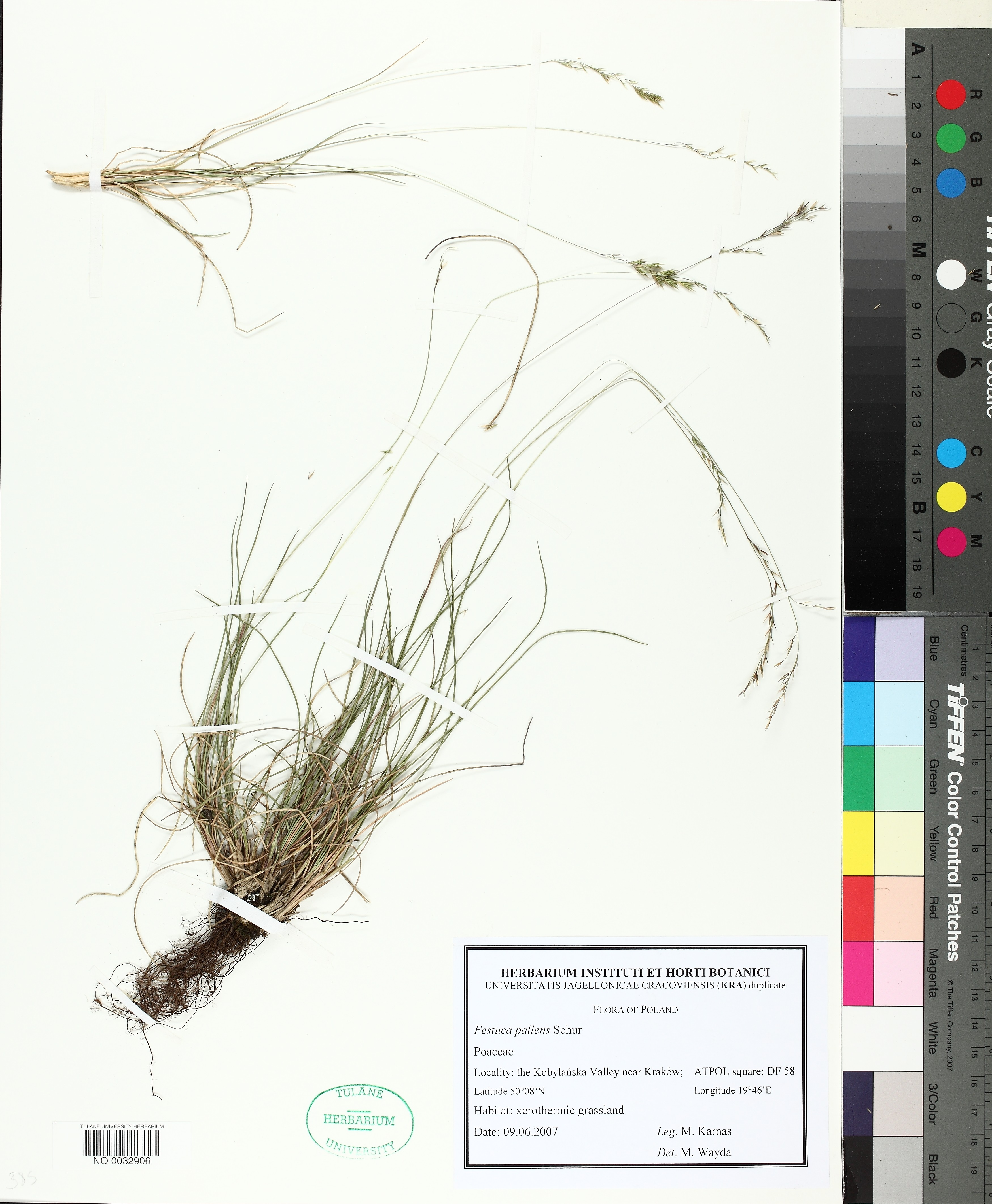
Herbarium exemplaar uit Polen
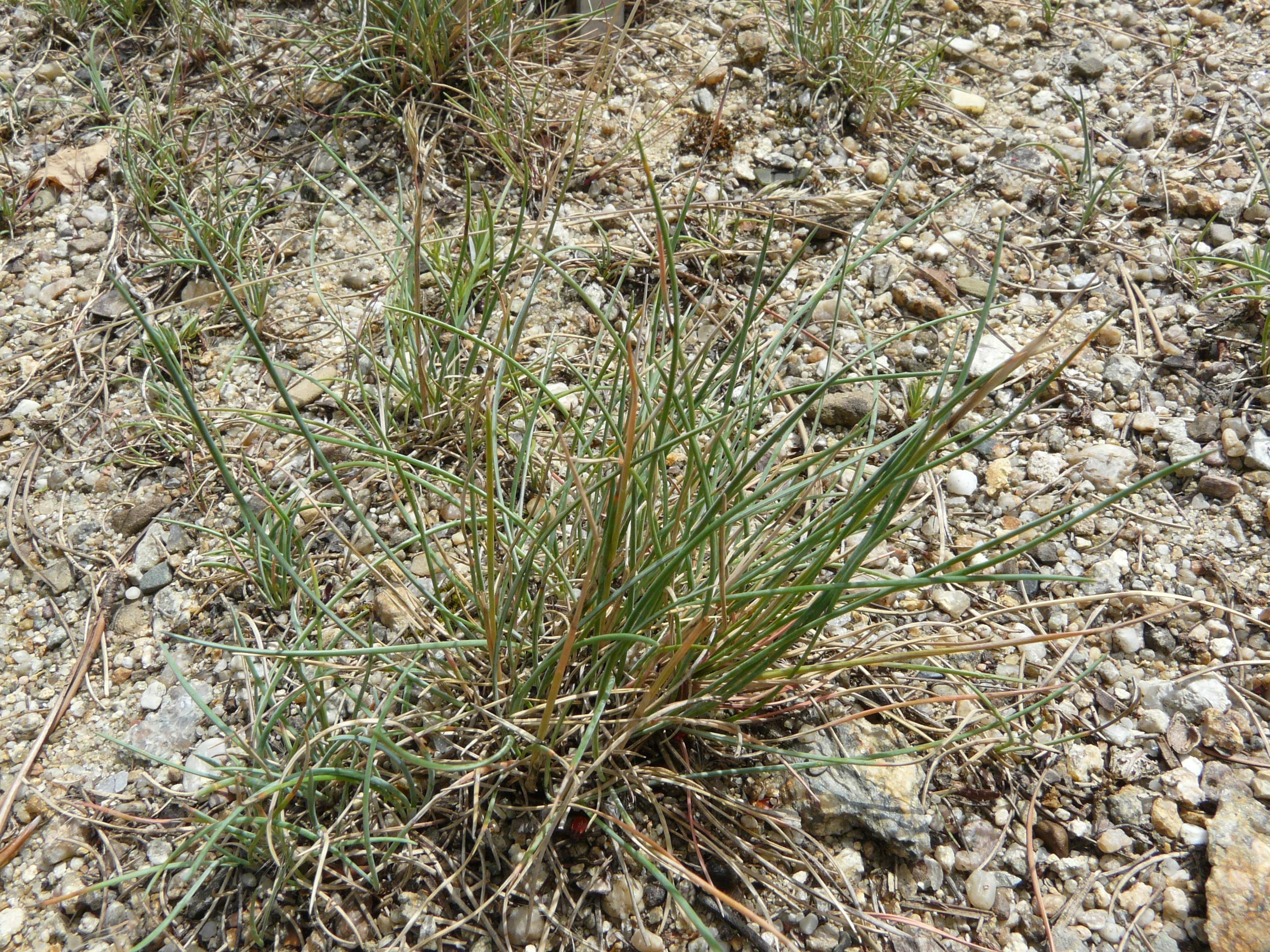
Plant
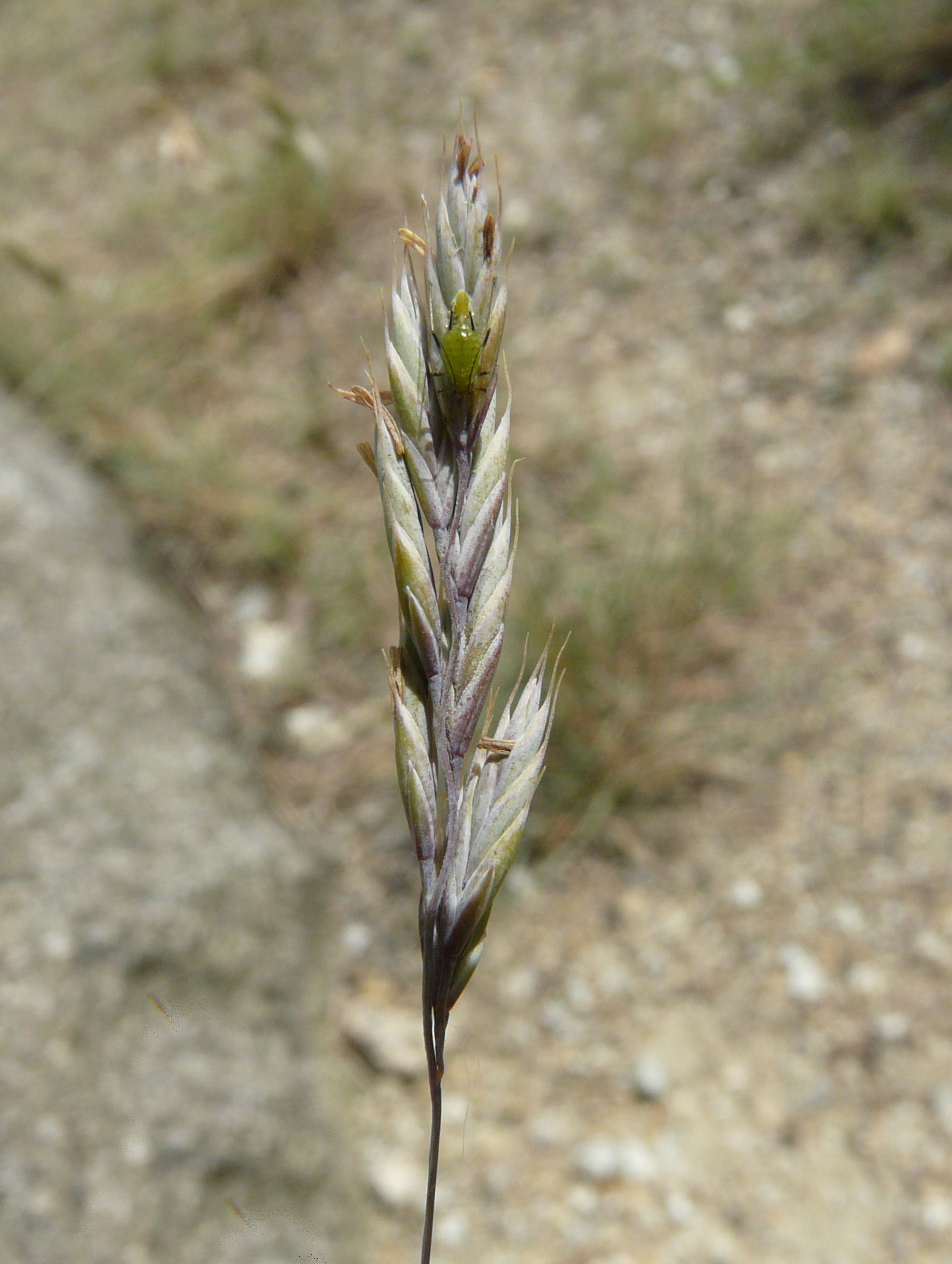
Bloeiwijze
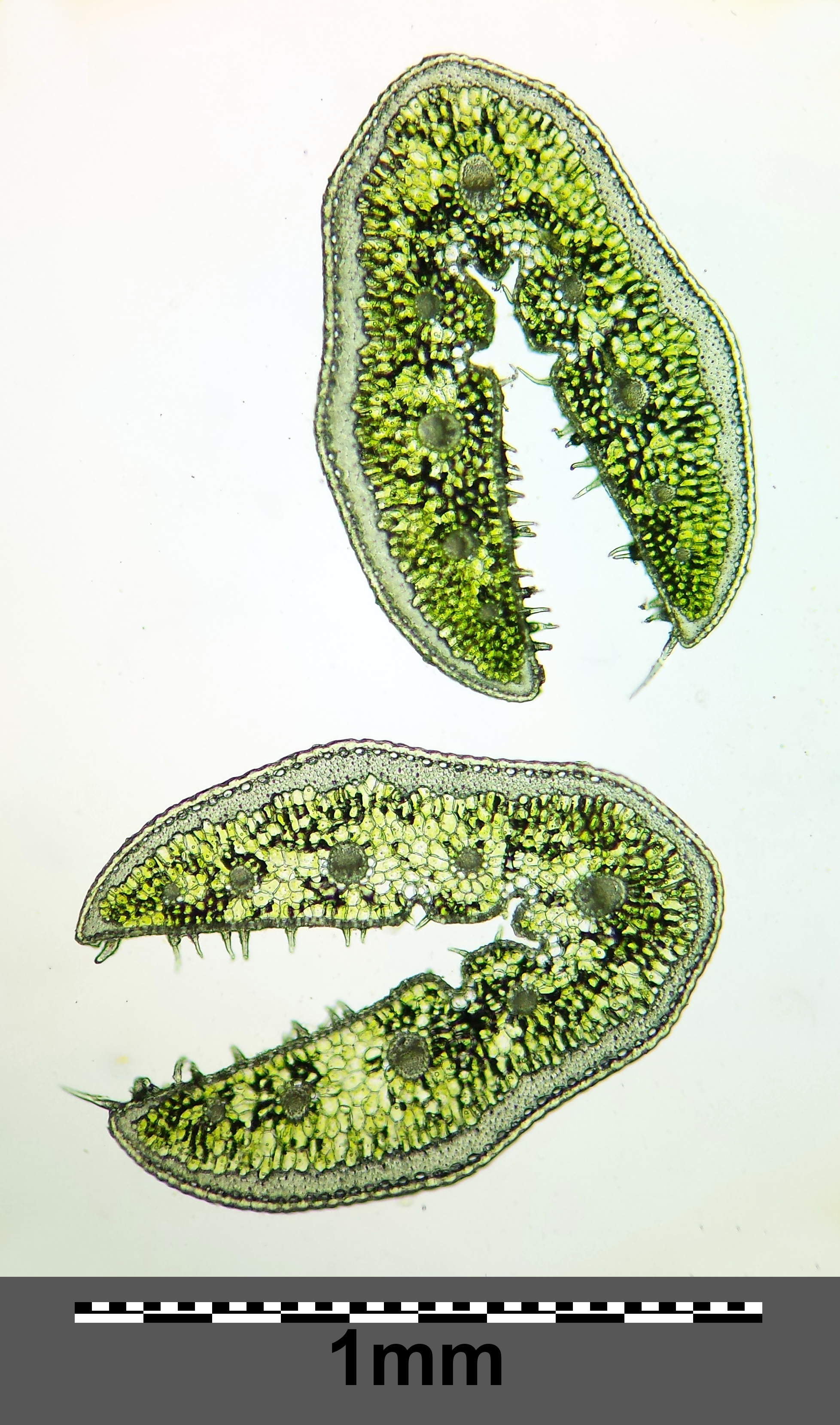
Dwarsdoorsnede blad